# Гиперметаморфоз
Гиперметаморфоз (от др.-греч. ὑπερ- «сверх-, над-» и μεταμόρφωσις «превращение, преображение») — сложный способ развития с полным превращением у некоторых насекомых, при котором имеют место резкие различия в строении и образе жизни личинок разных возрастов. Встречается у ряда жуков (нарывники, микромальтус и другие), у веерокрылых, некоторых сетчатокрылых (мантисп), двукрылых (мухи-жужжалы), ряда перепончатокрылых.
При данном способе развития личинки первых возрастов характеризуются способностью активно передвигаться, они расселяются, но не питаются. Личинки старших возрастов питаются и обычно обитают в специфических средах обитания (в запасах пищи пчёл, в теле насекомого-хозяина при паразитизме, и т. п.). В ряде случаев переход от одной активной формы к другой может требовать «перестройки» организма личинки, при которой личинка не питается и является неподвижной — т. н. «ложнокуколка», аналогичная куколке.
Гиперметаморфоз хорошо исследован на примере жука  Sitaris muralis из семейства нарывников (Meloidae). Самки этого вида откладывают яйца в гнезда пчёл рода Anthophora. Из яиц появляются подвижные личинки с хорошо развитыми конечностями, зимующие в гнездах. Весной личинки первого возраста забираются на пчёл и во время откладывания ими яиц в ячейки сот, наполненные мёдом, спрыгивают на яйца. Затем они прогрызают оболочки яиц пчёл и питаются содержимым. Затем линяют и превращаются в личинок второго возраста, которые имеют слабо развитые ноги, толстое и короткое тело. Эти личинки питаются мёдом, а затем превращаются в неподвижную бочкообразную стадию ложнокуколки (pseudochrysalis), внутри которой происходит развитие новой личиночной стадии, обладающей толстым телом, короткими конечностями. Данная личиночная стадия затем превращается в настоящую куколку, из которой выходит имаго жука.